# Catallaxie
Le mot catallaxie (ou catallaxy) a été forgé à partir du concept de catallactique - qui nomme la science des échanges, soit la branche de la connaissance qui étudie les phénomènes du marché, c'est-à-dire la détermination des rapports d'échange mutuels des biens et des services négociés sur le marché, leur origine dans l'action humaine et leurs effets sur l'action ultérieure.
Comme le rappelait Friedrich Hayek, « catallactique » est un terme savant tiré du grec katallássein (attique katalláttein) signifiant « échanger », mais aussi « recevoir dans la communauté » et « faire d'un ennemi un ami ». À partir de ce concept, l'économiste et philosophe d'origine autrichienne a créé « catallaxie » servant à désigner, selon ses propres termes, « l'ordre engendré par l'ajustement mutuel de nombreuses économies individuelles sur un marché. Une catallaxie est ainsi l'espèce particulière d'ordre spontané produit par le marché à travers les actes des gens qui se conforment aux règles juridiques concernant la propriété, les dommages et les contrats. » (Droit, législation et liberté, t. 2, partie « Le Mirage de la Justice sociale », p. 131). Le mot catallarchie qui en est dérivé correspond à l'application de la catallaxie pour parvenir à une solution au problème de l'organisation de la société tout entière, et non juste celle des marchés.

## Spécificité du marché dans l'école autrichienne
Une différence notable existe entre le courant néo-classique et l'école autrichienne sur leur analyse du marché.
Les économistes néo-classiques observent le marché comme un lieu de transaction, de négociation voire de confrontation entre des offreurs et des demandeurs. Ils tiennent compte des coûts de transaction ou de négociation. Pour beaucoup d'économistes néo-classiques, ces coûts sont considérés comme des coûts objectifs.
Ils s'intéressent à l'efficience de l'allocation des ressources sur ce marché et au calcul du bien-être social.
Une partie des économistes néo-classiques soutiennent des politiques de régulation de la concurrence. Ils portent généralement un jugement défavorable sur certaines pratiques d’entreprises qui tendent à retenir leur clientèle (discrimination tarifaire, ventes liées, ventes groupées, ventes par lot, etc). Il existe toutefois des économistes néo-classiques qui font exception comme George Stigler, Aaron Director, Sam Pelzman et un certain nombre d'économistes de l'école de Chicago.
Les économistes autrichiens voient le marché comme un processus relationnel entre individus. Il est normal, selon Israel Kirzner, qu'un entrepreneur soit en alerte constante et recherche à retenir ses clients par une politique de fidélisation. Il ne s'agit pas d'une forme de pouvoir qui doit être corrigée par une politique étatiste de régulation du marché, mais d'un processus de découverte mutuelle. Les interventionnistes considèrent qu'il y a des coûts pénalisant le bien-être social. Murray Rothbard démontre qu'il ne peut y avoir de calcul et d'agrégation collective des utilités individuelles. Les coûts des acteurs économiques sont des coûts subjectifs. Dans l'analyse néo-classique, la demande est externe et distincte de l'offre. Dans l'approche autrichienne, la clientèle est un actif immatériel de l'entreprise. Elle constitue quelquefois un élément de renommée pour celle-ci. Il ne peut y avoir antagonisme entre l'offre et la demande.
Sur le « marché relationnel » où la catallaxie émerge, la motivation de l’échange est moins le « produit » que la « solution » apportée aux différents acteurs (acheteurs et vendeurs). Il ne s'agit plus de la transaction du marché néo-classique, qui porte, souvent, uniquement sur un produit isolé, mais sur un bouquet de caractéristiques liées à des biens et des services.
La science économique doit se concentrer sur l’étude du marché parce qu'il est possible d’observer le phénomène d'ordre du marché qui émerge d'un ensemble d'actions apparemment « anarchique » et « non planifié ». Le marché est le lieu destiné à la rencontre coopérative et pacifique des hommes pour la satisfaction réciproque des besoins ; il n'est pas une structure, un système, une organisation, mais un réseau de relations volontaires entre des sujets consentants. Les relations non consenties entre des sujets dont le consentement a été extorqué ne ressortent pas à la catallaxie, mais au pouvoir politique.